# Frederick Bodmer
Frederick Bodmer (eigentlich Friedrich Bodmer; * 14. Februar 1894 in Fällanden/Zürich; † 2. Januar 1960 in Rom) war ein Schweizer Sprachwissenschaftler. Er ist Autor einer vielgelesenen populärwissenschaftlichen Darstellung über Die Sprachen der Welt. 

## Leben
Bodmer schrieb seine Dissertation 1924 an der Universität Zürich zum Thema Studien zum Dialog in Lessings Nathan. Danach lehrte er in Europa und in den 1930ern und 1940ern an der Universität Kapstadt, wo er 1933 als Trotzkist und politisch Radikaler beschrieben wird. Bodmer beteiligte sich am New Era Fellowship, einer Debattier- und Diskussionsveranstaltung, die 1937 von Goolam Gool gegründet worden war und ein Forum für schwarze Studenten bot.
Später lehrte Bodmer am Department of Modern Languages am Massachusetts Institute of Technology (MIT), wo er 1955 von Noam Chomsky abgelöst wurde.

## Veröffentlichungen (Auswahl)
- The Loom of Language. A Guide to Foreign Languages for the Home Student. Hrsg. von Lancelot Hogben; Primers for the Age of Plenty, 3; George Allen & Unwin Ltd, London 1943.[4]
  - Deutsche Ausgabe: Die Sprachen der Welt. Geschichte, Grammatik, Wortschatz in vergleichender Darstellung. Aus dem Englischen übersetzt von Rudolf Keller. Kiepenheuer & Witsch, Köln 1955.[5]
  - Lizenzausgabe: Die Sprachen der Welt. Geschichte, Grammatik, Wortschatz in vergleichender Darstellung.  Parkland Verlag, Köln 1997, ISBN 3-88059-880-0.